# Nancy Springer
Nancy Springer (Montclair, 5 de julio de 1948) es una autora estadounidense de fantasía, literatura juvenil, misterio y ciencia ficción. Su novela Larque on the Wing ganó el premio Tiptree en 1994. También recibió el premio Edgar de la Asociación de Escritores de Misterio de Estados Unidos por sus novelas Toughing It en 1995 y Looking for Jamie Bridger en 1996. Además, recibió el premio Carolyn W. Field de la Asociación de Bibliotecas de Pensilvania en 1999 por su novela I am Mordred. Autora prolífica, ha escrito más de cincuenta libros a lo largo de una carrera que ha abarcado casi cuatro décadas.
Publicó su primer libro de Enola Holmes en 2006, después de lo cual publicó 6 secuelas en la serie. Sus otras series incluyen Book of Isle (fantasía) y Tales of Rowan Hood. Su trabajo, Las aventuras de Enola Holmes, ha sido adaptado a una película de Netflix en 2020: Enola Holmes.

## Trayectoria
Springer nació en Montclair, en Nueva Jersey, hija de Helen Connor y Harry E. Cuando tenía 13 años se mudó con su familia a Gettysburg, en Pensilvania. De niña, leyó mucho sobre el Rey Arturo y su Mesa Redonda, Robin Hood y, a menudo ,había leído y releído novelas de Sherlock Holmes. Fue educada para hablar con una gramática correcta, y conoce en profundidad la literatura victoriana. Sus dos hermanos mayores habían dejado el hogar familiar para ir a la universidad cuando ella alcanzó la pubertad. Su madre era una artista profesional, que pintaba retratos al óleo de mascotas. Springer tenía 14 años cuando la salud de su madre comenzó a deteriorarse debido al cáncer, la menopausia y una forma temprana de Alzheimer. Sus padres habían comprado un motel, en el que ella ayudaba trabajando.
Permaneció en Pensilvania durante cuarenta y seis años, criando a dos hijos, Jonathan Paul (nacido en 1974) y Nora Lynn (nacida en 1978), que había tenido con su primer marido Joel Springer, pastor y fotógrafo de arte. Se divorciaron en 1996. Conoció a su segundo marido, Jaime Fernando Pinto, en 1999, mientras trabajaba en un refugio de animales. Más tarde, en 2007, se trasladaron a Bonifay (Florida), a una zona apartada de la franja de prost1, un lugar propicio para sus aficiones de observación de aves, equitación y pesca, y su amor por la aviación.

## Obra

### Colecciones
- Chance and Other Gestures of the Hand of Fate (1985)
- Stardark Songs (1993)

### Series

#### La isla
1. El ciervo blanco (1979)
2. The Book of Suns (1977) ampliado como The Silver Sun (1980)
3. The Sable Moon (1981)
4. The Black Beast (1982)
5. The Golden Swan (1983)

#### Sea King
1. Madbond (1987)
2. Mindbond (1987)
3. Godbond (1988)

#### Tales of Rowan Hood
1. Rowan Hood: Outlaw Girl of Sherwood Forest (2001)
2. Lionclaw (2002)
3. Outlaw Princess of Sherwood (2003)
4. Wild Boy (2004)
5. Rowan Hood Returns (2005)

#### Las aventuras de Enola Holmes
1. El caso del marqués desaparecido (2006)
2. El caso de la dama zurda (2007)
3. El caso de los extraños ramos de flores (2008)
4. El caso del abanico rosa (2008)
5. El caso del pictograma (2009)
6. El caso del mensaje de despedida (2010)

### Otras novelas
- Wings of Flame (1985)
- Chains of Gold (1986)
- A Horse to Love (1987)
- The Hex Witch of Seldom (1988)
- Not on a White Horse (1988)
- Apocalypse (1989)
- They're All Named Wildfire (1989)
- Red Wizard (1990)
- Colt (1991)
- Damnbanna (1992)
- The Friendship Song (1992)
- The Great Pony Hassle (1993)
- Toughing It (1994)
- The Blind God is Watching (1994)
- Larque on the Wing (1994)
- The Boy on a Black Horse (1994)
- Metal Angel (1994)
- Looking for Jamie Bridger (1996)
- Fair Peril (1996)
- Secret Star (1997)
- I Am Mordred (1998)
- Sky Rider (1999)
- Plumage (2000)
- Separate Sisters (2001)
- I am Morgan le Fay (2001)
- Needy Creek (2001)
- Blood Trail (2003)
- Dusssie (2007)
- Somebody (2009)
- Possessing Jessie (2010)
- Dark Lie (2012)
- My Sister’s Stalker (2012)
- Drawn into Darkness (2013)
- The Oddling Prince (2018)
- Grandghost (2018)

## Reconocimientos
- 1982 – The Sable Moon. Nominada como mejor novela en el Mythopoeic Fantasy Award for Adult Literature.[9]
- 1987 – The Boy Who Plaited Manes. Nominado al mejor cuento corto del Premio Mundial de Fantasía.[10]
- 1987 – The Boy Who Plaited Manes. Nominado al premio al mejor cuento corto de los Premios Hugo.[11]
- 1987 – The Boy Who Plaited Manes. Nominado al premio al mejor relato de los Premios Nébula.
- 1995 – Larque on the Wing. Premio Tiptree.[2]
- 1995 – Toughing It. Premio Edgar a la mejor novela de misterio juvenil.[3]
- 1996 – Looking for Jamie Bridger. Premio Edgar a la mejor novela de misterio juvenil.[3]
- 1997 – Fair Peril. Mythopoeic Fantasy Award for Adult Literature a la mejor novela.[9]
- 1999 – I am Mordred. Carolyn W. Field Award.[12]
- 2007 – El caso del marqués desaparecido: Un misterio de Enola Holmes. Nominada a la mejor novela juvenil de los Premios Edgar.[3]
- 2010 – El caso del pictograma: Un misterio de Enola Holmes. Nominada a la mejor novela juvenil de los Premios Edgar.[3]